# Wellington (Somerset)
Pour les articles homonymes, voir Wellington (homonymie).
Wellington est un bourg du Somerset, en Angleterre, à 10 km au sud-ouest de Taunton. Elle compte 13 696 habitants.
Wellington a donné son nom au duc de Wellington, Arthur Wellesley, vainqueur de la bataille de Waterloo. Un obélisque situé sur la colline surplombant Wellington a été érigé à sa mémoire.
Le nom de Wellington est attesté dès 904 en vieil anglais sous la forme Weolingtun ou Welingtun, signifiant « village (tun) des Wēolling ». « Wēolling » désignant les gens de Wēolēah, c'est-à-dire ceux de la « clairière (lēah) sacrée (Wēo) ».
La principale industrie de la ville fut longtemps la fabrication de laine, tenue notamment par la famille Fox. Aujourd'hui, l'industrie joue encore un rôle important dans l'économie avec la fabrication d'aérosols.

## Démographie
La ville a une population de 13 696 habitants. Elle a connu une forte croissance dans les années 1970, lors de la réalisation de grands programmes immobiliers dans le sud de la ville. Cela est notamment dû à la proximité de la sortie 26 de l'autoroute M5.

## Éducation
Wellington est le berceau d'une école privée, Wellington School, fondée en 1837.
La principale école secondaire de la ville est Court Fields School. Le collège, qui accueille des élèves de la sixième à là seconde, possède un complexe sportif, inauguré début 2008.

## Personnalités nées à Wellington
- Thomas Spencer Baynes (1823-1887) philosophe, journaliste et encyclopédiste.

## Jumelages
- Immenstadt (Allemagne), depuis 1985
- Lillebonne (France), depuis 1964
- Torres Vedras (Portugal)